# Втеча (фільм, 1972)
«Втеча» (англ. The Getaway) — американський бойовик 1972 року.

## Сюжет
Грабіжник банків Док МакКой, перебуває у в'язниці. Дружина Дока домовляється з одним із чиновників про звільнення чоловіка. Однак платою за дострокове звільнення є нове пограбування банку, яке повинин зробити Док. Хитромудрий план пограбування, розроблений Доком вдало діяв до того моменту, поки все пішло не так. І ось Док з дружиною та цілою купою грошей кидаються навтьо́ки від бандитів, що їх переслідують.

## У ролях
- Стів Макквін — Док МакКой
- Елі Макгроу — Керол МакКой
- Бен Джонсон — Джек Бейнон
- Селі Стрезерз — Фран Клінтон
- Ел Летьєрі — Руді Батлер
- Слім Пікенс — ковбой
- Річард Брайт — злодій
- Джек Додсон — Гарольд Клінтон
- Даб Тейлор — Лафлін
- Бо Гопкінс — Френк Джексон
- Рой Дженсон — Каллі
- Джон Брайсон — бухгалтер